# Nejdelší vědeckofantastický příběh, který kdy byl vyprávěn
Nejdelší vědeckofantastický příběh, který kdy byl vyprávěn (anglicky „The Longest Science-Fiction Story Ever Told“) je krátká vědeckofantastická povídka britského spisovatele Arthura C. Clarka.
Povídka nese ironický název, jedná se o jednu z nejkratších autorových povídek, má pouze několik odstavců.
V angličtině vyšla poprvé v magazínu Galaxy magazine (jiným názvem Galaxy Science Fiction) v říjnu 1966. Frederik Pohl (redaktor Galaxy Magazine) ji přejmenoval na „Rekurzivní metapovídka“ (angl. „A Recursion in Metastories“).
Arthur C. Clarke v ní odkazuje na povídku „Anticipátor“, kterou podle něj napsal anglický spisovatel Herbert George Wells. Autor se však mýlí, ve skutečnosti povídku napsal jiný anglický autor Morley Roberts. Tento svůj přehmat A. C. Clarke vysvětluje v krátkém díle „Vážený pán Herbert George Morley Roberts Wells“.

## Česká vydání
Česky vyšla povídka v následujících sbírkách nebo antologiích:
- Směr času (Polaris, 2002)[3]